# Seigneuriage
Le seigneuriage est l'avantage financier direct qui découle, pour l'émetteur, de l'émission d'une monnaie. Dans le cas de la monnaie fiduciaire, émise seulement par les banques centrales, il est égal au montant émis, moins ses coûts de fabrication, de mise en circulation et d'entretien (remplacement des espèces usagées). S'ajoutent à ce revenu les intérêts de refinancement du système bancaire par l'institut d'émission.
Dans le cas de la monnaie scripturale, ce sont les banques de second rang (banques commerciales) qui, ayant seules le privilège d'émettre cette monnaie sous forme de crédits, bénéficient de l'avantage financier du seigneuriage. Il est égal à la différence entre le coût de la gestion des comptes chèques et le taux d'intérêt de refinancement auprès de la banque centrale.  

## Origine
Le mot vient de l'ancien français seignorage, qui désignait le droit ou le privilège de battre monnaie. Il est passé tel quel en anglais, où il est parfois orthographié seigniorage.
Initialement, le seigneuriage était la plus-value réalisée lors de la transformation d'une quantité de métal en pièces de monnaie. Tout propriétaire d'or ou d'argent pouvait l'apporter à l'atelier de frappe et restait propriétaire des pièces ainsi fabriquées. Cette plus-value était fonction du coût de la transformation et des droits que pouvait s'accorder l'autorité, surtout dans le cadre d'un monopole d'émission.
Par exemple, pour lutter contre la raréfaction des espèces métalliques, les réformations lancées à la fin du règne de Louis XIV appelaient les porteurs d'anciennes monnaies à venir les échanger contre des nouvelles, les anciennes partant à la refonte. Autre exemple, durant la ruée vers l'or en Californie, les mineurs échangeait l'or métal qu'ils extrayaient contre des espèces en or équivalentes, frappées par l'US Mint.

## Débats sur le seigneuriage
En Occident, avec l'émission de monnaie fiduciaire sous la forme de billets qui va se généraliser à partir de la fin du XVIIIe siècle, un débat prend place quant aux bénéficiaires de la monnaie créée au travers du crédit bancaire. 
La Banque d'Angleterre puis la Banque de France, au moment de leurs créations respectives, sont de droit privé, mais travaillent à l'émission de monnaie sous le contrôle de l'État.
David Ricardo affirme dans ses Des principes de l'économie politique et de l'impôt  : « Dans le cas de la création monétaire, l’avantage serait toujours pour ceux qui émettraient la monnaie de crédit ; et comme le gouvernement représente la nation, la nation aurait épargné l’impôt, si elle, et non la banque, avait fait elle-même l’émission de cette monnaie… Le public aurait un intérêt direct à ce que ce fût l’État, et non une compagnie de marchands ou de banquiers, qui fît cette émission ».
Il faut cependant noter que les banques privées ne peuvent créer de monnaie de crédit à leur guise, puisque des réglementations imposent que la quantité de monnaie de crédit offerte par les banques soit proportionnelle à la monnaie mise en circulation par la banque centrale.

## Utilisation des revenus de seigneuriage

### Canada
Au Canada, au cours des dernières années[Quand ?], il y a eu un peu plus de 35 milliards de dollars canadiens de billets en circulation. Les revenus en intérêt de la Banque centrale du Canada ont fluctué entre 1,7 et 2,2 milliards de dollars par année. Une infime portion — en moyenne 130 millions — a servi à financer toutes les dépenses de fonctionnement de la Banque, tandis que l'intégralité du montant restant a été versé au compte du Receveur général. Les revenus du seigneuriage permettent donc au gouvernement fédéral de financer une partie de ses dépenses sans avoir à percevoir de taxes ni d'impôts.

### Suisse
En Suisse, le bénéfice issu de la commercialisation des pièces commémoratives est utilisé à des fins culturelles.[réf. nécessaire]